# Richard Greenberg
Richard Alan Greenberg (Chicago, Illinois; 21 de enero de 1947-Nueva York, 16 de junio de 2018) fue un diseñador de efectos especiales para el cine y director de cine estadounidense. Fue nominado al Óscar a los mejores efectos visuales por Depredador (Predator) (1987).  También fue nominado al BAFTA a los mejores efectos visuales por Zelig (1983).  También dirigió la película de 1989 Little Monsters.

## Biografía
Greenberg creció en West Rogers Park. Se graduó en el Sullivan High School y obtuvo la licenciatura de diseño industrial y diseño gráfico en la Universidad de Illinois en Urbana-Champaign. 
Greenberg murió a los 71 años en Nueva York a causa de una apendicitis.

## Filmografía
| Año  | Título en español                        | Título original            | Nota                            |
| ---- | ---------------------------------------- | -------------------------- | ------------------------------- |
| 1980 | Xanadu                                   | Xanadu                     | Diseñador de efectos especiales |
| 1980 | Resurrección                             | Resurrección               | Diseñador de efectos especiales |
| 1980 | Flash Gordon                             | Flash Gordon               | Diseñador de los títulos        |
| 1980 | Un viaje alucinante al fondo de la mente | Altered States             | Diseñador de los títulos        |
| 1985 | Lady Halcón                              | Ladyhawke                  | asesor de efectos visuales      |
| 1987 | Depredador                               | Predator                   | asesor de efectos visuales      |
| 1989 | Mi rebelde Cookie                        | Cookie                     | Diseñador de los títulos        |
| 1989 | Chicos monmsters                         | Little Monsters            | Director                        |
| 1989 | Negocios de familia                      | Family Business            | Diseñador de los títulos        |
| 1990 | Uno de los nuestros                      | Goodfellas                 | asesor de efectos visuales      |
| 1991 | El gran Halcón                           | Hudson Hawk                | Diseñador de los títulos        |
| 1991 | No me mientas... que te creo             | Another You                | Diseñador de los títulos        |
| 1992 | La muerte os sienta tan bien             | Death Becomes Her          | Diseñador de los títulos        |
| 1993 | El último gran héroe                     | Last Action Hero           | asesor de efectos visuales      |
| 1994 | Niño rico                                | Richie Rich                | Diseñador de los títulos        |
| 1996 | Decisión crítica                         | Executive Decision         | Diseñador de los títulos        |
| 1997 | El abogado del diablo                    | The Devil's Advocate       | asesor de efectos visuales      |
| 1998 | Phantoms                                 | Asesor de efectos visuales |                                 |
| 2002 | Star Trek: Nemesis                       | Star Trek: Nemesis         | Diseñador de los títulos        |
| 2003 | Timeline                                 | Timeline                   | Diseñador de los títulos        |
| 2010 | Al límite                                | Edge of Darkness           | Diseñador de los títulos        |

## Premios y distinciones
Premios Óscar
| Año  | Categoría                | Película | Resultado |
| ---- | ------------------------ | -------- | --------- |
| 1988 | Mejores efectos visuales | Predator | Nominado  |